# Автошлях О 021503
Автошля́х О 021503 — автомобільний шлях місцевого значення у Вінницькій області. Пролягає територією Вінницького району від станції Оратів до села Юшківці. Загальна довжина — 26,8 км.

## Маршрут
Автошлях проходить через такі населені пункти:
| Автошлях О 021503 |     |
| Вінницька область |     |
| Вінницький район  |     |
| Оратів            |     |
| Оратів            | Р17 |
| Рожична           |     |
| Юшківці           |     |

## Галерея

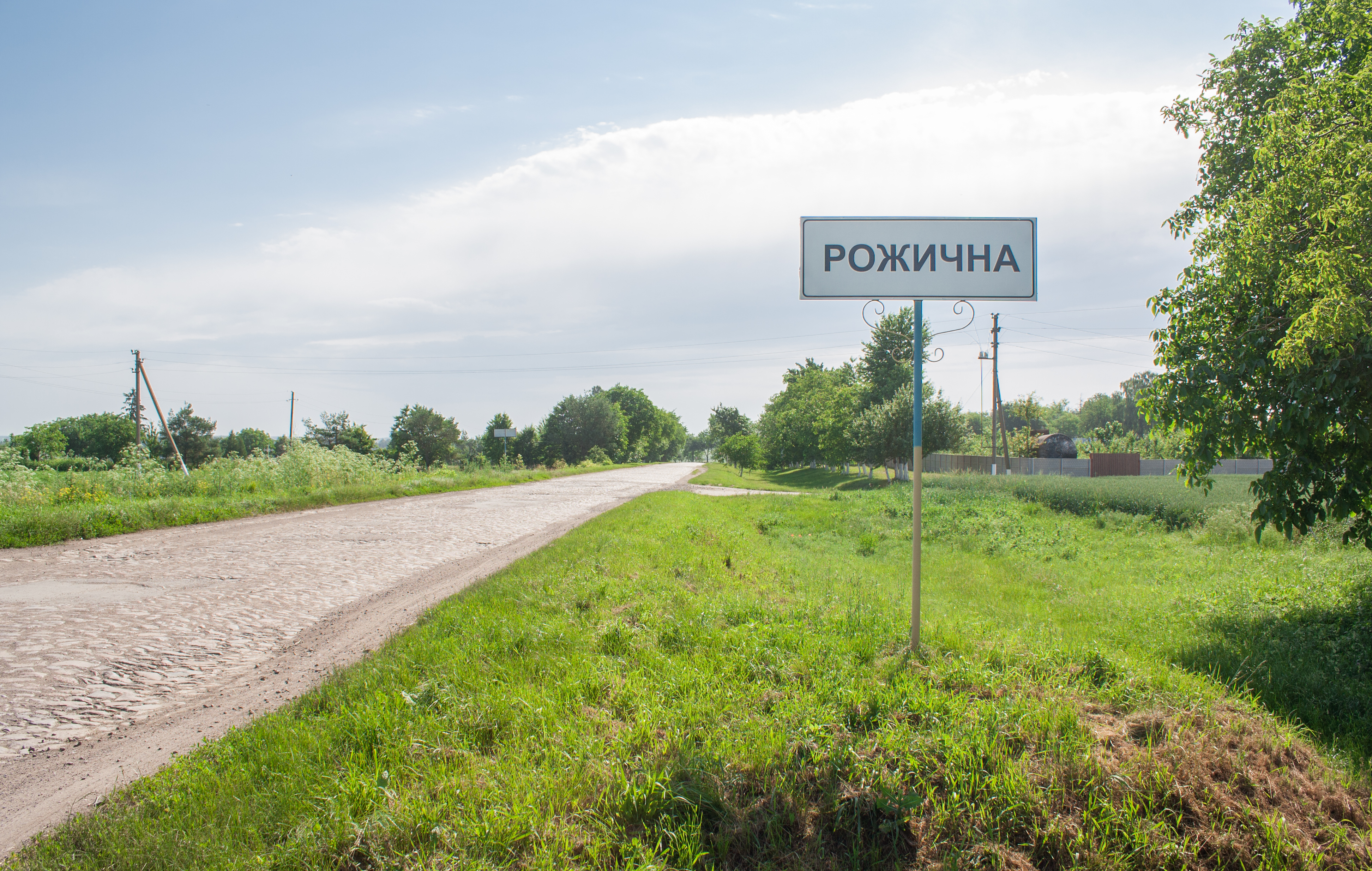
Автошлях при в'їзді в село Рожична
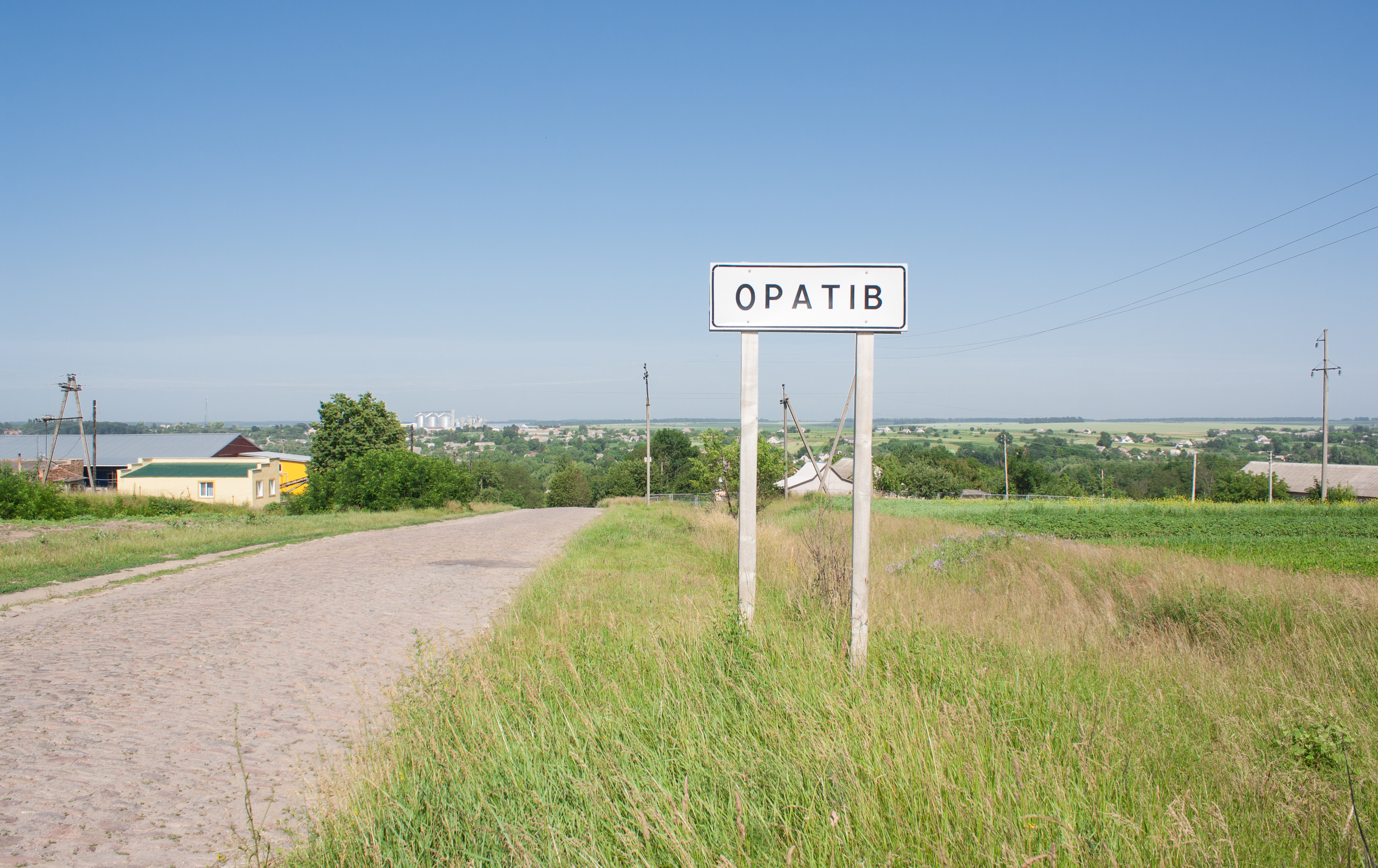
Автошлях при в'їзді в смт Оратів